# Communauté de communes Océan-Marais-de-Monts
La Communauté de communes Océan Marais de Monts (OMDM) généralement appelée « Océan Marais de Monts », est une communauté de communes française située dans le département de la Vendée et la région des Pays de la Loire.

## Historique
L'intercommunalité est issue en 1993 d’un syndicat intercommunal à vocations multiples (SIVOM) créé en 1974 (arrêté préfectoral du 24 décembre 1992), transformé en communauté de communes sous le nom de communauté de communes du Canton-de-Saint-Jean-de-Monts.
Le 14 mai 2002, par arrêté préfectoral, elle prend  le nom de  « communauté de communes Océan-Marais-de-Monts ».

## Territoire communautaire

### Géographie
Située à l'ouest  du département de la Vendée, la communauté de communes Océan marais de Monts regroupe 5 communes et s'étend sur 184,5 km2.

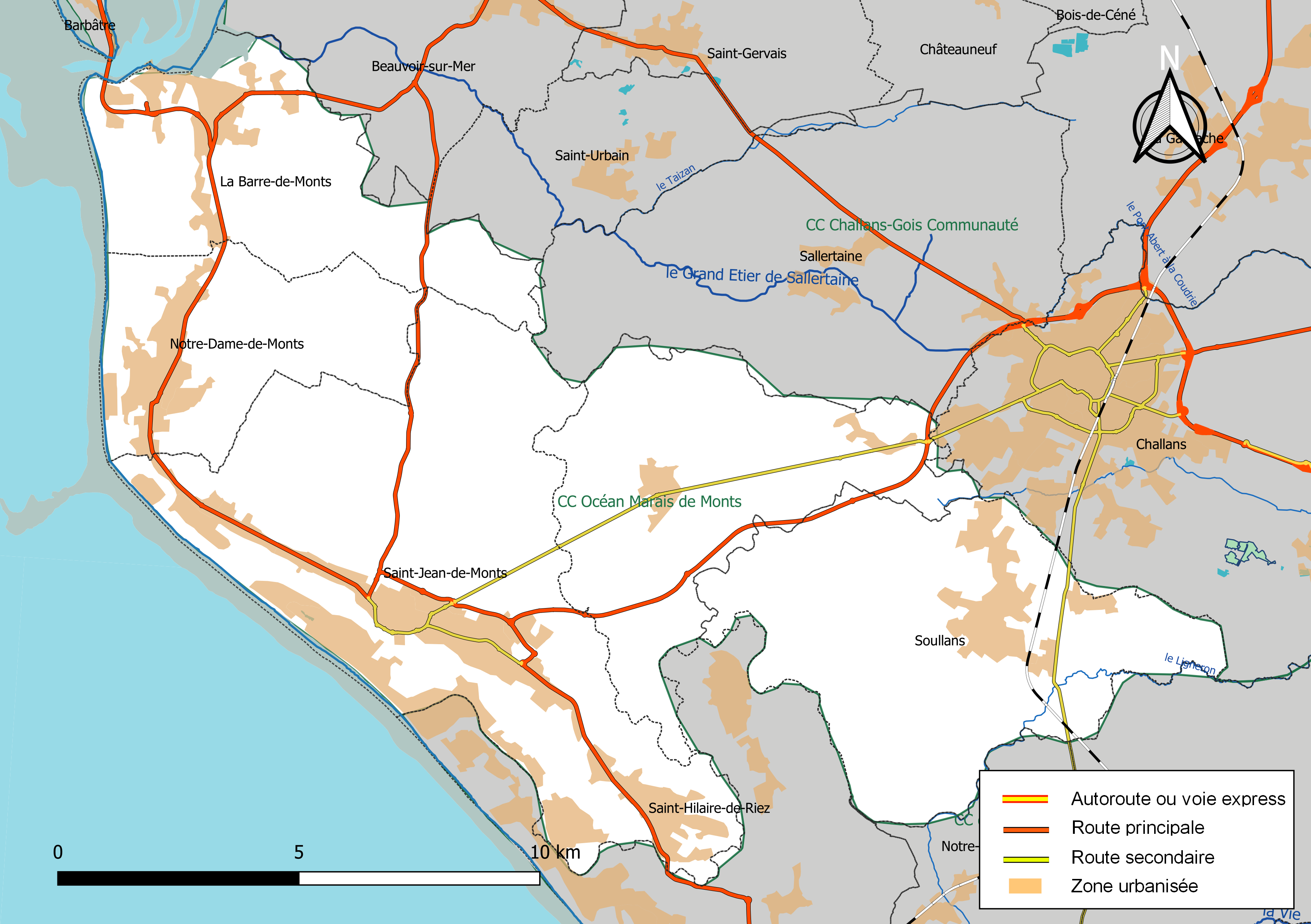
Carte de la communauté de communes Océan marais de Monts au 1er janvier 2019.

### Composition

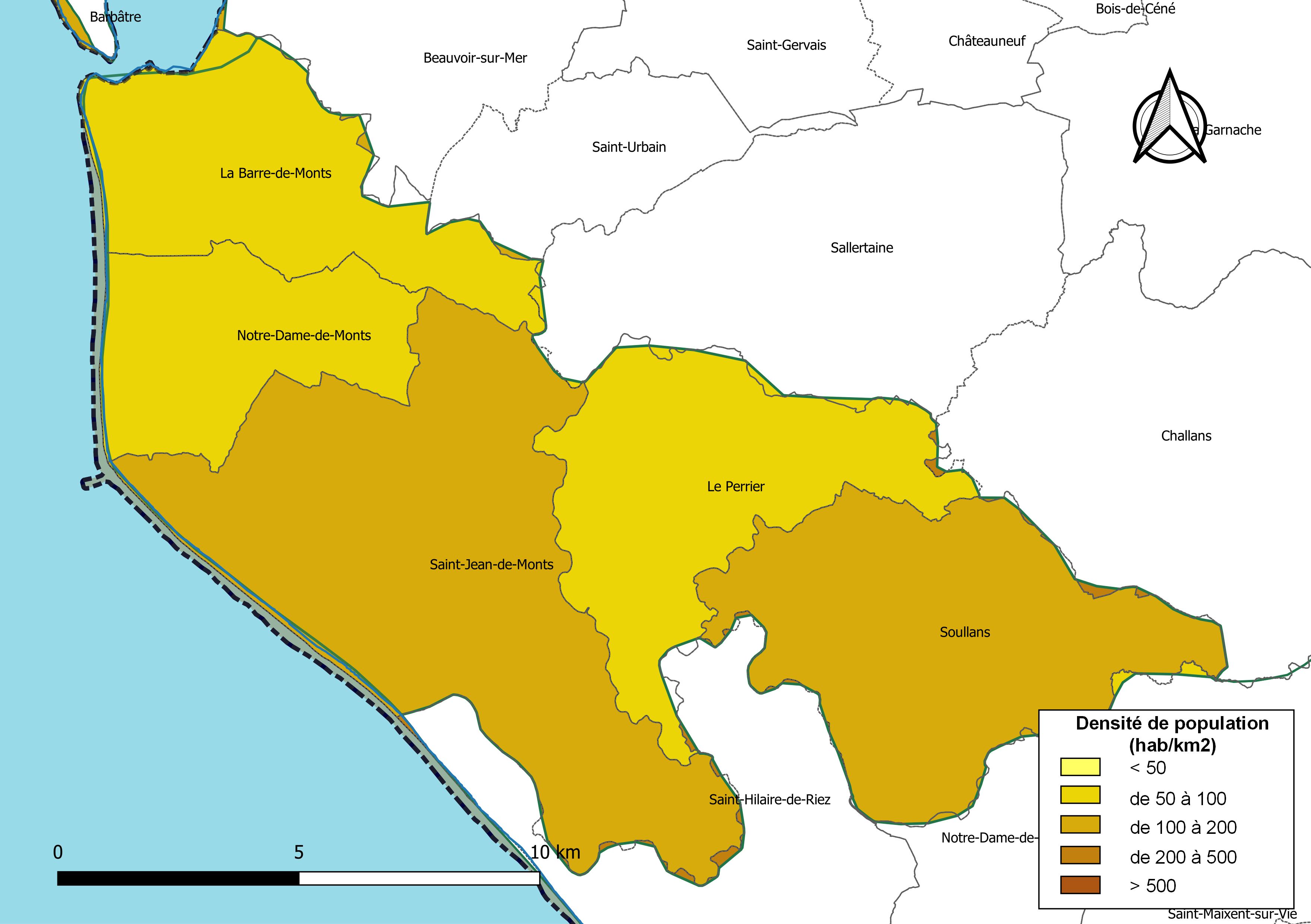
Carte des densités de population (millésimée 2016) des communes de la communauté de communes Océan-Marais-de-Monts. Composition en communes au 1er janvier 2019.

La communauté de communes est composée des 5 communes suivantes :

| Nom                         | Code Insee | Gentilé     | Superficie (km2) | Population (dernière pop. légale) | Densité (hab./km2) |
| --------------------------- | ---------- | ----------- | ---------------- | --------------------------------- | ------------------ |
| Saint-Jean-de-Monts (siège) | 85234      | Montois     | 61,72            | 8 809 (2022)                      | 143                |
| La Barre-de-Monts           | 85012      | Barriens    | 27,81            | 2 356 (2022)                      | 85                 |
| Notre-Dame-de-Monts         | 85164      | Montois     | 20,62            | 2 293 (2022)                      | 111                |
| Le Perrier                  | 85172      | Prérois     | 33,22            | 2 210 (2022)                      | 67                 |
| Soullans                    | 85284      | Soullandais | 41,09            | 4 535 (2022)                      | 110                |

### Environnement
Le territoire de la communauté de communes Océan Marais de Monts est composé de côtes littorales (plage et cordon dunaire). Il est également marqué par la présence de la forêt domaniale des Pays-de-Monts qui s’étend sur près de 2 200 hectares. Les marais sont très présents sur ce territoire : on dénombre plus de 12 500 hectares de marais.

### Démographie
| 1968   | 1975   | 1982   | 1990   | 1999   | 2006   | 2011   | 2016   |
| ------ | ------ | ------ | ------ | ------ | ------ | ------ | ------ |
| 11 486 | 12 080 | 12 475 | 13 596 | 15 155 | 17 089 | 18 262 | 19 104 |

### Économie et infrastructures
L’activité principale de ce territoire est liée au littoral et plus particulièrement au tourisme : la population est multipliée par 10 en période estivale.

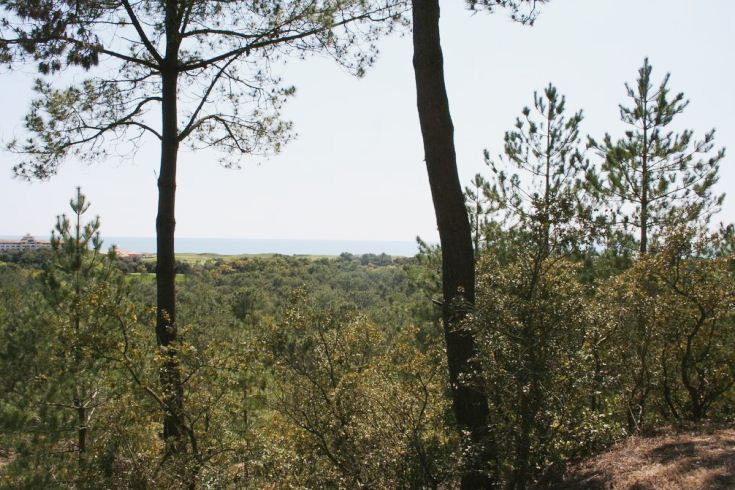
La forêt domaniale des Pays-de-Monts.
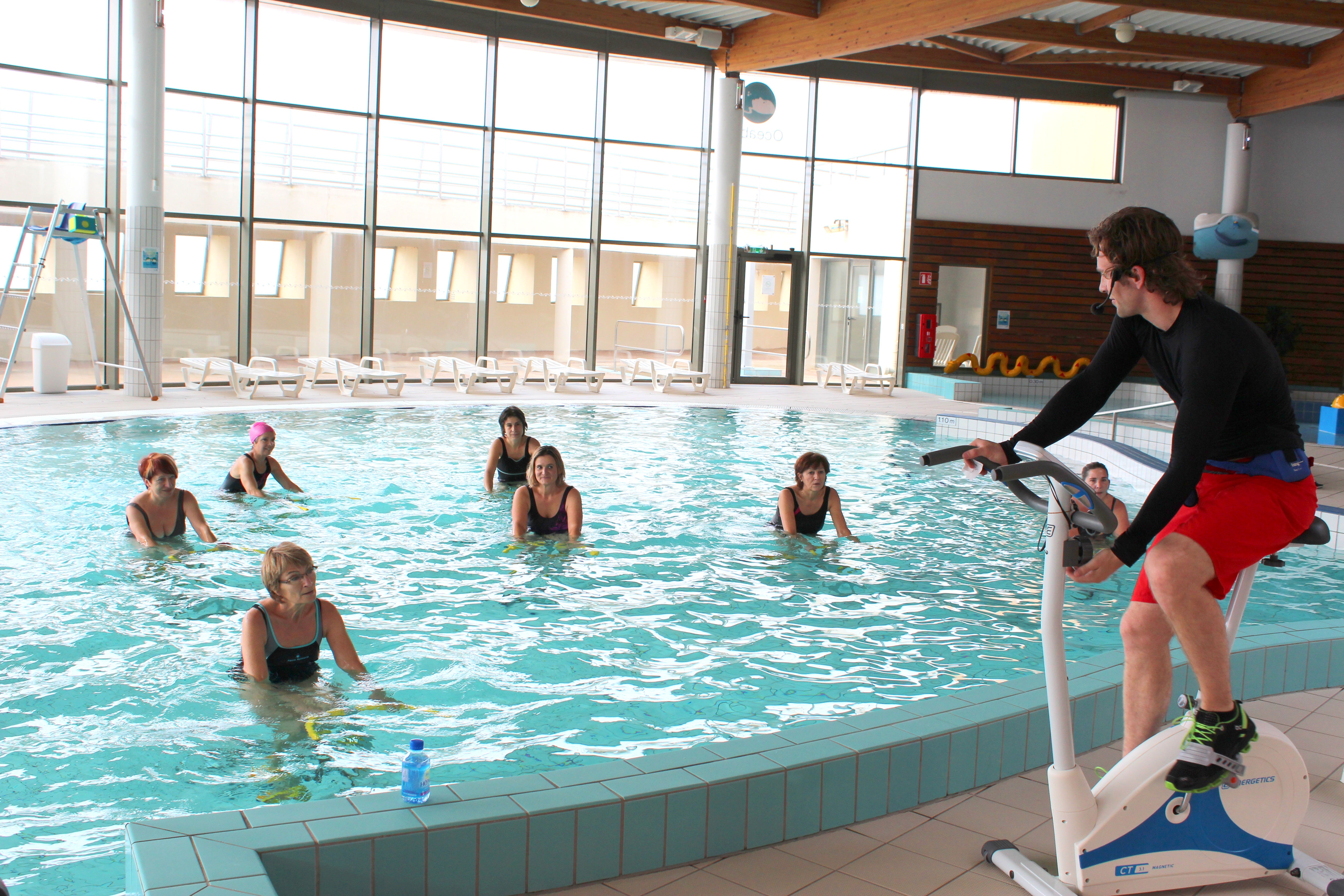
La piscine intercommunale à Saint-Jean-de-Monts.
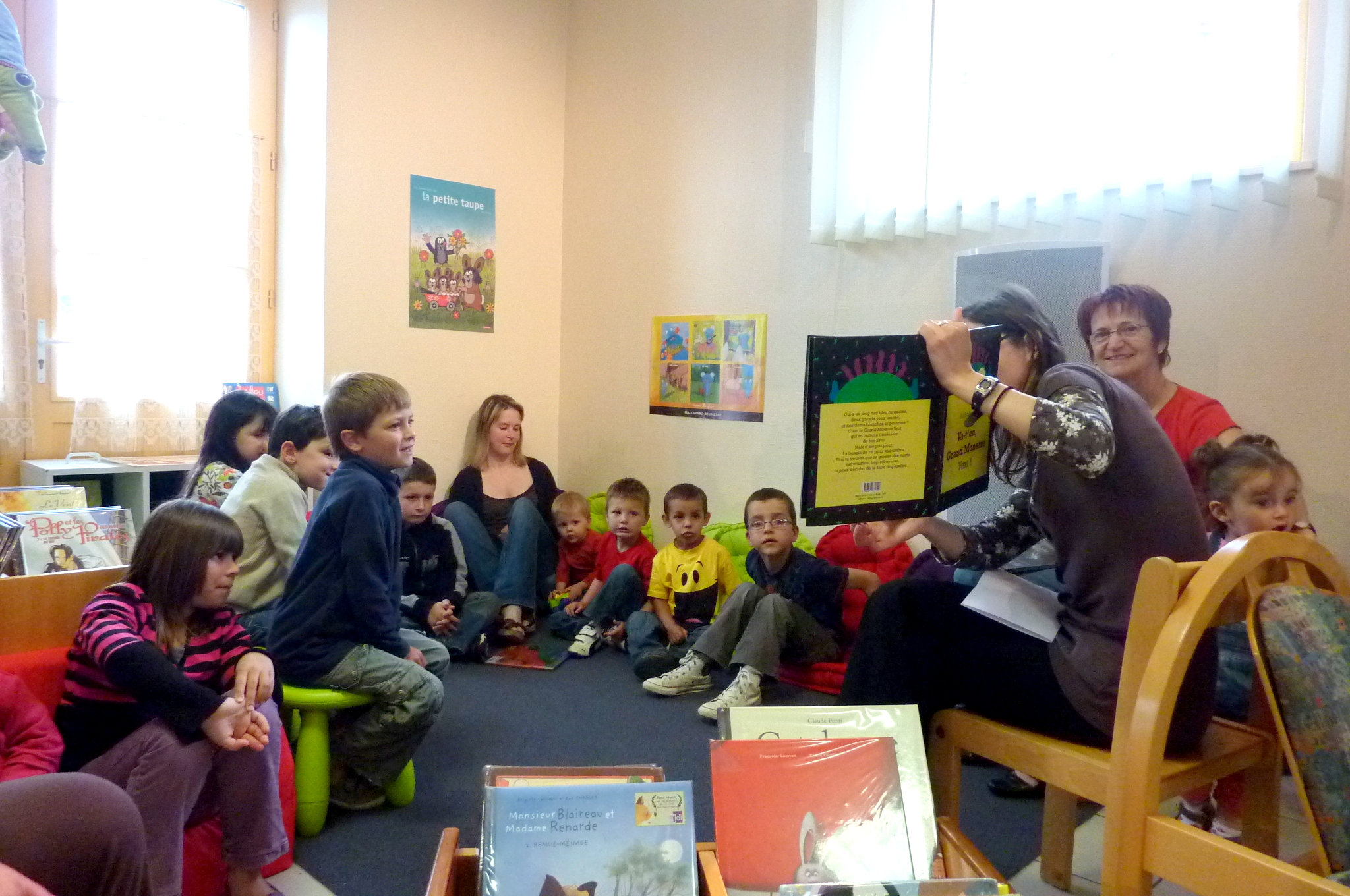
Le réseau intercommunal des bibliothèques situé au Perrier.
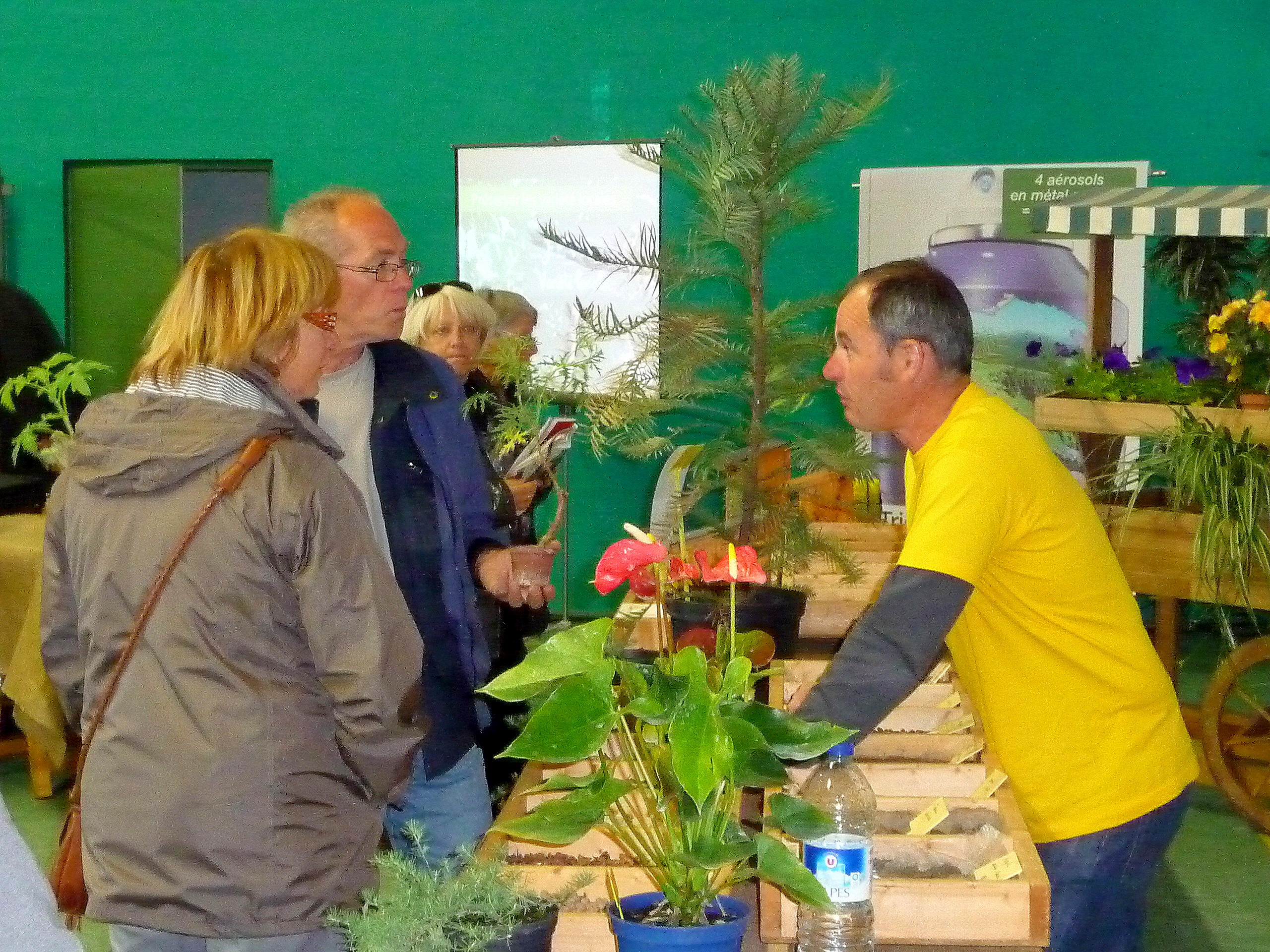
Un événementiel de sensibilisation à l’environnement.
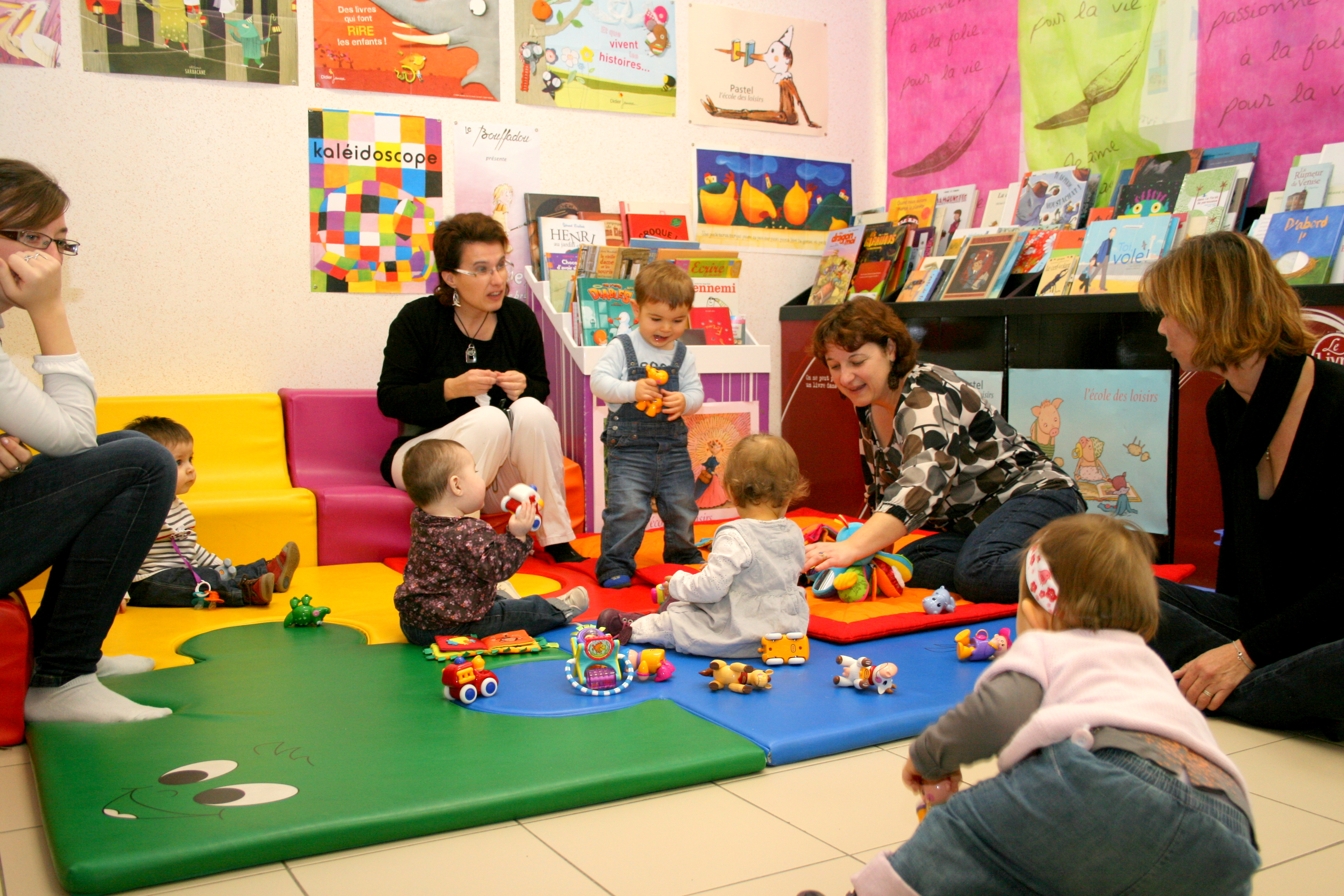
Le relais d’assistantes maternelles intercommunal Océan-Marais-de-Monts.

## Organisation

### Siège
L'intercommunalité a son siège à Saint-Jean-de-Monts, 46 place de la paix

### Élus
La communauté de communes est administrée par son conseil communautaire, composé, pour la mandature 2020-2026, de 32  conseillers municipaux représentant chacune des  communes membres et répartis de la manière suivante :

- 14  délégués pour Saint-Jean-de-Monts ;

- 7 délégués pour Soullans ;

- 4 délégués pour Notre-Dame-de-Monts et La Barre-de-Monts ;

- 3 délégués  pour Le Perrier.
À la suite des élections municipales de 2020 dans la Vendée, le conseil communautaire renouvelé a élu le 8 juin 2020 sa nouvelle présidente, Véronique Launay, maire de Saint-Jean-de-Monts, et désigné ses vice-présidents, qui sont : 
1. Rosiane Godefroy, maire du Perrier ;
2. Raoul Grondin, maire de Notre-Dame de Monts ;
3. Jean-Michel Rouillé, maire de Soullans,
4. Pascal Denis, maire de La Barre-de-Monts ;
5. Miguel Charrier, premier maire-adjoint de Saint-Jean-de-Monts.

### Liste des présidents
| Période      | Période                    | Identité         | Étiquette | Qualité |
| ------------ | -------------------------- | ---------------- | --------- | --- |
| Hiver 1993   | juillet 1998               | Jean Crochet     | RPR       | Mairie de Soullans Conseiller général, élu dans le canton de Saint-Jean-de-Monts (1994-2001)                         |
| juillet 1998 | avril 2001                 | Jean Martinet    | DVD       | Maire de Notre-Dame-de-Monts (1995 → 2008)                                                                           |
| avril 2001   | mai 2020                   | André Ricolleau  | DVG       | Maire de Saint-Jean-de-Monts (1989 → 2020) Conseiller général, élu dans le canton de Saint-Jean-de-Monts (2001-2015) |
| mai 2020,    | En cours (au 11 juin 2020) | Véronique Launay | DVG       | Maire de Saint-Jean-de-Monts (2020 → )                                                                               |

### Compétences
L'intercommunalité exerce les compétences qui lui ont été transférées par les communes membres, dans les conditions déterminées par le code général des collectivités territoriales.

### Régime fiscal et budget
La communauté de communes est un établissement public de coopération intercommunale à fiscalité propre.
Afin de financer l'exercice de ses compétences, l'intercommunalité perçoit la fiscalité professionnelle unique (FPU) – qui a succédé à la taxe professionnelle unique (TPU) – et assure une péréquation de ressources entre les communes membre ainsi qu'une dotation globale de fonctionnement (DGF) bonifiée .
Elle collecte également la taxe d'enlèvement des ordures ménagères (TEOM), et la taxe GEMAPI, qui financent ces services publics.
L'intercommunalité ne verse pas de dotation de solidarité communautaire (DSC) à ses communes membres.

### Identité virtuelle

## Projets et réalisations
Conformément aux dispositions légales, une communauté de communes a pour objet d'associer des « communes au sein d'un espace de solidarité, envue de l'élaboration d'un projet commun de développement et d'aménagement de l'espace ».